# Torneo de Róterdam 2018
El ABN AMRO World Tennis Tournament 2018 fue un evento de tenis ATP World Tour de la serie 500, que se disputó en Róterdam (Países Bajos) en el estadio Ahoy entre el 12 y el 18 de febrero de 2018.

## Distribución de puntos
| Modalidad            | Campeón | Finalista | Semifinales | Cuartos de final | 2.ª ronda | 1.ª ronda | Clasificados | 2.ª ronda de clasificación | 1.ª ronda de clasificación |
| Individual masculino | 500     | 330       | 200         | 100              | 50        | 0         | 25           | 13                         | 0                          |
| Dobles masculino     | 500     | 300       | 180         | 90               | –         | –         | 45           | 25                         | 0                          |

## Cabezas de serie

### Individuales masculino
| Tenista            | Ranking | Preclasificado |
| Roger Federer      | 2       | 1              |
| Grigor Dimitrov    | 4       | 2              |
| Alexander Zverev   | 5       | 3              |
| David Goffin       | 7       | 4              |
| Stan Wawrinka      | 15      | 5              |
| Tomáš Berdych      | 16      | 6              |
| Lucas Pouille      | 17      | 7              |
| Jo-Wilfried Tsonga | 19      | 8              |
| Gilles Müller      | 28      | 9              |

- Ranking del 5 de febrero de 2018.[2]

### Dobles masculino
| Tenista                             | Ranking | Preclasificado |
| Łukasz Kubot Marcelo Melo           | 2       | 1              |
| Oliver Marach Mate Pavić            | 11      | 2              |
| Pierre-Hugues Herbert Nicolas Mahut | 20      | 3              |
| Jean-Julien Rojer Horia Tecău       | 23      | 4              |

## Campeones

### Individual masculino
Roger Federer venció a  Grigor Dimitrov por 6-2, 6-2

### Dobles masculino
Pierre-Hugues Herbert /  Nicolas Mahut vencieron a  Oliver Marach /  Mate Pavić por 2-6, 6-2, [10-7]